# トリオキサン

1,2,3-トリオキサン (左)、1,2,4-トリオキサン (中央)と1,3,5-トリオキサン (右)

トリオキサン(Trioxane)は、3つの炭素原子と3つの酸素原子からなる六員環を持ち、C3H6O3の化学式で表される有機化合物の3種類の異性体を表す。
3つの異性体は、以下の通りである。
- 1,2,3-トリオキサン:モロゾニドと関連する仮想上の化合物[1]
- 1,2,4-トリオキサン:アルテミシニン等の抗マラリア薬の骨格となる仮想の化合物[2]
- 1,3,5-トリオキサン:ホルムアルデヒドの三量体で、燃料やプラスチックの原料として使われ、またヘキサミンと合わせて、エスビット（固体燃料）として用いられる。